# La Providencia, Pantelhó
La Providencia är en ort i Mexiko.   Den ligger i kommunen Pantelhó och delstaten Chiapas, i den sydöstra delen av landet, 800 km öster om huvudstaden Mexico City. La Providencia ligger 1 184 meter över havet och antalet invånare är 247.
Terrängen runt La Providencia är kuperad åt sydost, men åt nordväst är den bergig. Runt La Providencia är det ganska tätbefolkat, med 129 invånare per kvadratkilometer. Närmaste större samhälle är Yajalón, 14,3 km nordost om La Providencia. Omgivningarna runt La Providencia är en mosaik av jordbruksmark och naturlig växtlighet.